# Хайнрих IV фон Феринген
Хайнрих IV фон Феринген (на немски: Heinrich IV von Veringen; * ок. 1280; † 25 март 1366) е граф на Феринген (1326 – 1363), каноник във Феринген и господар на Хетинген в района на Зигмаринген в Баден-Вюртемберг.

## Произход
Той е син на граф Хайнрих III фон Феринген-Хетинген († 1307) и съпругата му Ида († 1284). Внук е на граф Волфрад IV фон Феринген († 1270) и Кунигунда фон Гунделфинген. Потомък е на граф Марквард I фон Феринген-Зигмаринген († 1165) от род Епенщайни и съпругата му фон Неленбург, дъщеря наследничка на Еберхард фон Неленбург († сл. 1112). Брат е на граф Волфрад VI фон Феринген († сл. 1330), женен за Мехтилд фон Хоенберг.
Резиденцията на рода е замък Феринген, построен през 1100 – 1130 г. от граф Марквард I фон Феринген-Зигмаринген в село Ферингендорф.
Хайнрих IV фон Феринген умира на 25 март 1366 г. и е погребан в Хетинген.

## Фамилия
Хайнрих IV фон Феринген се жени пр. 1340 г. за графиня Удилхилд фон Цолерн († 16 октомври 1382), дъщеря на граф Фридрих II фон Цолерн-Шалксбург († 1315/1318/1319) и графиня Агнес фон Неленбург († сл. 1325), дъщеря на Манеголд II фон Неленбург, ландграф в Хегау-Мадах († 1294/1295). Те имат три деца:
- Фридрих фон Феринген († 1385, погребан в Хетинген)
- Волфрад фон Феринген († 1415)
- София фон Феринген, омъжена за Вилхелм фон Рехберг († сл. 15 септември 1401)